# Bernhard Meißner
Karl Bernhard Meißner (* 9. August 1902 in Zschochau, heute Ostrau; † 13. Mai 1975 in Mannheim) war ein deutscher Verleger und Politiker (SPD, SAP, DVP, FDP).

## Leben und Beruf
Meißner wuchs als Sohn eines Maurers auf und besuchte die Volksschule in Ostrau. Dort absolvierte er auch eine kaufmännische Lehre, verbunden mit dem Besuch der Handelsschule in Döbeln. Seit 1920 war er als kaufmännischer Angestellter in verschiedenen Firmen in Ostrau tätig. Nach kurzzeitiger Arbeitslosigkeit arbeitete er von 1931 an als Buchhalter und Lagerist bei verschiedenen Betrieben in Leipzig. 1938 ging er nach Mannheim, wo er als Geschäftsführer, ab 1940 auch als Prokurist in einem Verlagshaus tätig war. 1941 wurde er in die Wehrmacht eingezogen. Nachdem er aus dieser aus gesundheitlichen Gründen entlassen worden war, kehrte er 1944 in seine alte Tätigkeit zurück. Seit 1950 betrieb er ein eigenes Verlagshaus in Mannheim, welches auf Fotografie und Plakatwerbung spezialisiert war.

## Politik
1921 trat Meißner in die SPD ein, 1932 wechselte er in die Sozialistische Arbeiterpartei Deutschlands (SAP). Er gehörte auch dem Gewerkschaftsbund der Angestellten an. Obwohl die SAP 1933 verboten wurde, war er weiter für sie aktiv. Am 12. April 1935 wurde er aufgrund dieser Tätigkeit verhaftet, seine Untersuchungshaft verbrachte er in Dresden. Am 5. Mai 1936 wurde er vom Oberlandesgericht Dresden zu einem Jahr und sechs Monaten Haft wegen gemeinschaftlicher Vorbereitung des Hochverrats verurteilt, außerdem verlor er seine bürgerlichen Ehrenrechte für zwei Jahre. Am 28. Mai 1936 trat er seine Haftstrafe im Zuchthaus Zwickau an. Bereits am 5. November wurde er, durch Anrechnung der Untersuchungshaft, entlassen.
Nach dem Krieg beteiligte sich Meißner in Mannheim an der Gründung des Stadt- und Kreisverbandes der Demokratischen Volkspartei (DVP), aus der 1948 in Südwestdeutschland die FDP hervorging. Zeitweise war er DVP-Vorsitzender in Mannheim. 1946 gehörte er, als Vertreter der DVP, der Vorläufigen Volksvertretung für Württemberg-Baden an. Von 1948 bis 1953 war er Mitglied des Mannheimer Stadtrats.